# Néstor Cabrera
Néstor Ariel Cabrera Gabriel (ur. 12 listopada 2003 w Raritan) – gwatemalski piłkarz z obywatelstwem amerykańskim występujący na pozycji ofensywnego lub środkowego pomocnika, reprezentant Gwatemali, od 2022 roku zawodnik amerykańskiego Rutgers Scarlet Knights.
Urodził się w Stanach Zjednoczonych, zaś jego rodzice pochodzą z Gwatemali (z departamentu Zacapa).